# Micheline Schenk
Micheline Schenk ist eine ehemalige Schweizer Basketballspielerin.

## Karriere
Schenk nahm mit der Schweizer Basketballnationalmannschaft der Damen an der Europameisterschaft 1956 in Prag teil. In den Spielen gegen die Sowjetunion (25:153), die Niederlande (18:71), Österreich (29:69), Dänemark (58:56 OT), Finnland (54:70), Rumänien (34:91), Schottland (63:50) und erneut Dänemark (33:47) erzielte die Schweizerin 33 Punkte. Gegen Österreich (7 Punkte) überzeugte Schenk als erfolgreichste Werferin des Teams.
Im Sommer 1956 war Schenk nicht verheiratet und spielte auf Vereinsebene in Lausanne.